# GUAM

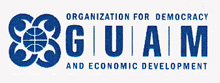
GUAM-Logo

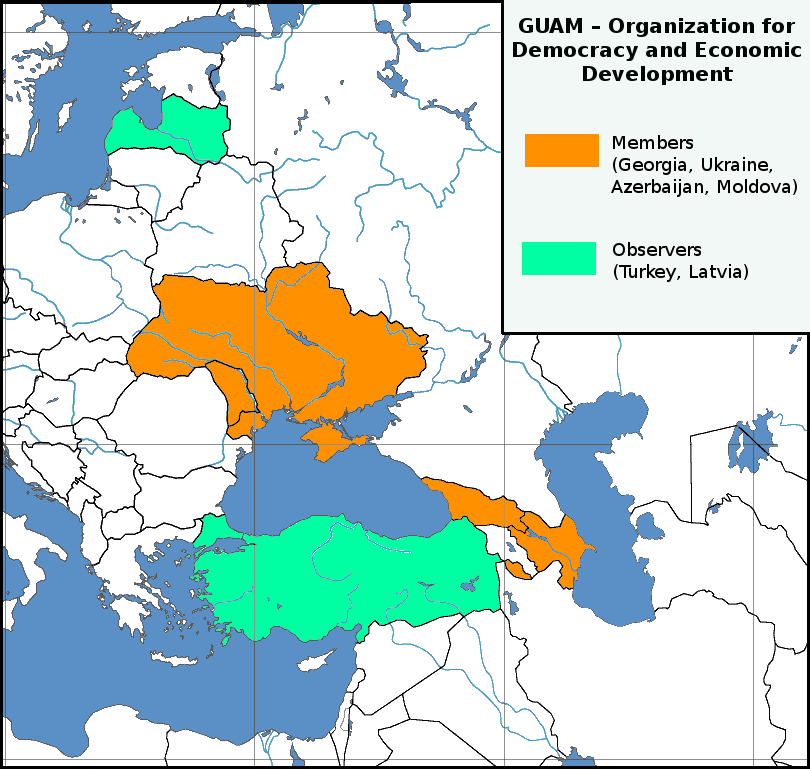
Vollmitglieder (orange)

GUAM (1999–2005: GUUAM) – Organisation für Demokratie und Wirtschaftsentwicklung (georgisch დემოკრატიისა და ეკონომიკური განვითარების ორგანიზაცია სუამი, ukrainisch ГУАМ Організація за демократію та економічний розвиток, aserbaidschanisch GUAM Demokratiya və İqtisadi İnkişaf naminə Təşkilat, rumänisch GUAM Organizația pentru Democrație și Dezvoltare Economică, englisch GUAM Organization for Democracy and Economic Development) – ist eine Sicherheitsallianz der vier Staaten Georgien, Ukraine, Aserbaidschan und Moldau. Die Abkürzung setzt sich aus den Anfangsbuchstaben der Mitgliedstaaten zusammen.

## Geschichte
Die GUAM wurde am 10. Oktober 1997 in Straßburg (Frankreich) während eines Gipfeltreffens des Europarats als informelle Vereinigung GUAM gegründet. Die GUAM, mit Unterstützung der USA gegründet, sollte ein Gegengewicht zum Einfluss Russlands in der Region bilden.
Die Allianz verlor zwischenzeitlich an Bedeutung. Usbekistan war 1999 Mitglied geworden – (GUUAM 1999–2001), suspendierte seine Mitgliedschaft, trat der Shanghaier Organisation für Zusammenarbeit (SOZ) bei und schied am 5. Mai 2005 aus der GUAM aus. Aserbaidschan orientierte sich zunehmend an der Türkei, Moldau an Russland. Am Gipfeltreffen 2004 in Jalta nahmen nur zwei der fünf Staatsoberhäupter teil.
Nach dem Machtwechsel in der Ukraine im Zuge der Orangen Revolution wurde die GUAM wiederbelebt. Die Ukraine und Georgien wollten sie zu einer Vereinigung jener Länder machen, die eine Integration in die euro-atlantischen Strukturen anstrebten. Am Gipfeltreffen der GUAM am 22. April 2005 in Chișinău (Moldau) nahmen deshalb auch die damaligen Präsidenten von Litauen und Rumänien, Valdas Adamkus und Traian Băsescu, sowie OSZE-Generalsekretär Ján Kubiš teil. Die Teilnehmer des Treffens verabschiedeten eine Deklaration über Demokratie vom Kaspischen bis zum Schwarzen Meer, die sich mit der Entwicklung von Demokratie, Wirtschaft sowie Sicherheit und Stabilität in den Mitgliedsländern befasst.

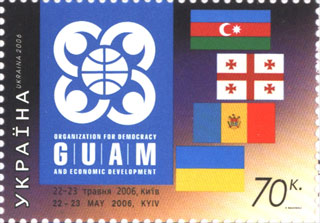
GUAM-Logo auf einer Briefmarke zum Gipfeltreffen im Mai 2006 in Kiew

Beim Gipfeltreffen am 23. Mai 2006 in Kiew unterzeichneten die Präsidenten der vier Mitgliedstaaten, Wiktor Juschtschenko, Micheil Saakaschwili, İlham Əliyev und Vladimir Voronin, das Statut der Organisation Für Demokratie und Wirtschaftsentwicklung – GUAM. Damit wurde die informelle Vereinigung in eine vollwertige Internationale Organisation umgewandelt.
Seit 1. Januar 2016 ist der Aserbaidschaner Altai Efendiev (* 1958) Generalsekretär der GUAM.
Nach fast zehnjähriger Pause fand am 27. März 2017 das erste Gipfeltreffen der GUAM in Kiew statt. Die Mitgliedsstaaten erzielten eine Vereinbarung über die Errichtung einer gemeinsamen Freihandelszone. Nach der Annexion der Krim durch Russland (März 2014) gewann die GUAM an geopolitischer Bedeutung, da Teile der Territorien dieser Länder von separatistischen Kräften kontrolliert werden, die direkt oder indirekt von russischen Regierung unterstützt werden.
Am 24. Februar 2022 begannen russische Streitkräfte einen Krieg gegen die Ukraine. Sie versuchten in den ersten sechs Wochen dieses Krieges vergeblich Kiew zu erobern. 

## Vollmitglieder
G  Georgien
U  Ukraine
A  Aserbaidschan
M  Moldau

## Ehemaliges Mitglied
U  Usbekistan  Usbekistan (1999–2002) – (GUUAM)